# 雨沢ハイヤー
有限会社雨沢ハイヤー（あめざわハイヤー）は、群馬県甘楽郡南牧村に本社を置くタクシー事業者である。村内にて路線バス（南牧バス）や乗合タクシーの運行も行っている。社団法人日本バス協会の会員。

## 沿革
- 1996年4月1日 - 上信バスの下仁田駅～勧能間廃止に伴い、南牧バス下仁田駅～勧能間運行開始。
- 2007年3月15日 - 使用車両を日野リエッセから、トヨタハイエースに変更。

## 運行路線

### 南牧バス
- 下仁田駅 - 厚生病院 - 勧能 - 熊倉

南牧村乗合タクシー
南牧村乗合タクシーの一部路線を運行している。他は南牧タクシーが担当。
下仁田駅 - 六車 - 底瀬 - 上底瀬
火曜日のみの運行。
下仁田駅 - 六車 - 底瀬 - 山仲
水曜日のみの運行。
下仁田駅 - 羽根沢 - 星尾 - 大上上
木曜日のみの運行。
下仁田駅 - 羽根沢 - 星尾 - 道場
金曜日のみの運行。
他に、南牧バスを補完するかたちで、羽根沢～下仁田駅間に月曜～金曜朝1便のみ運行。
特記事項
乗合タクシーについては、道路運送法80条（運行開始当時）の許可を受けて運行している。よって、乗合タクシーに使用している車両は、白ナンバー車である。
尚、他に民間事業者が直接80条許可を受けて運行している例は、沖縄県以外ではほとんどない。